# Sybrand van Haersma Buma

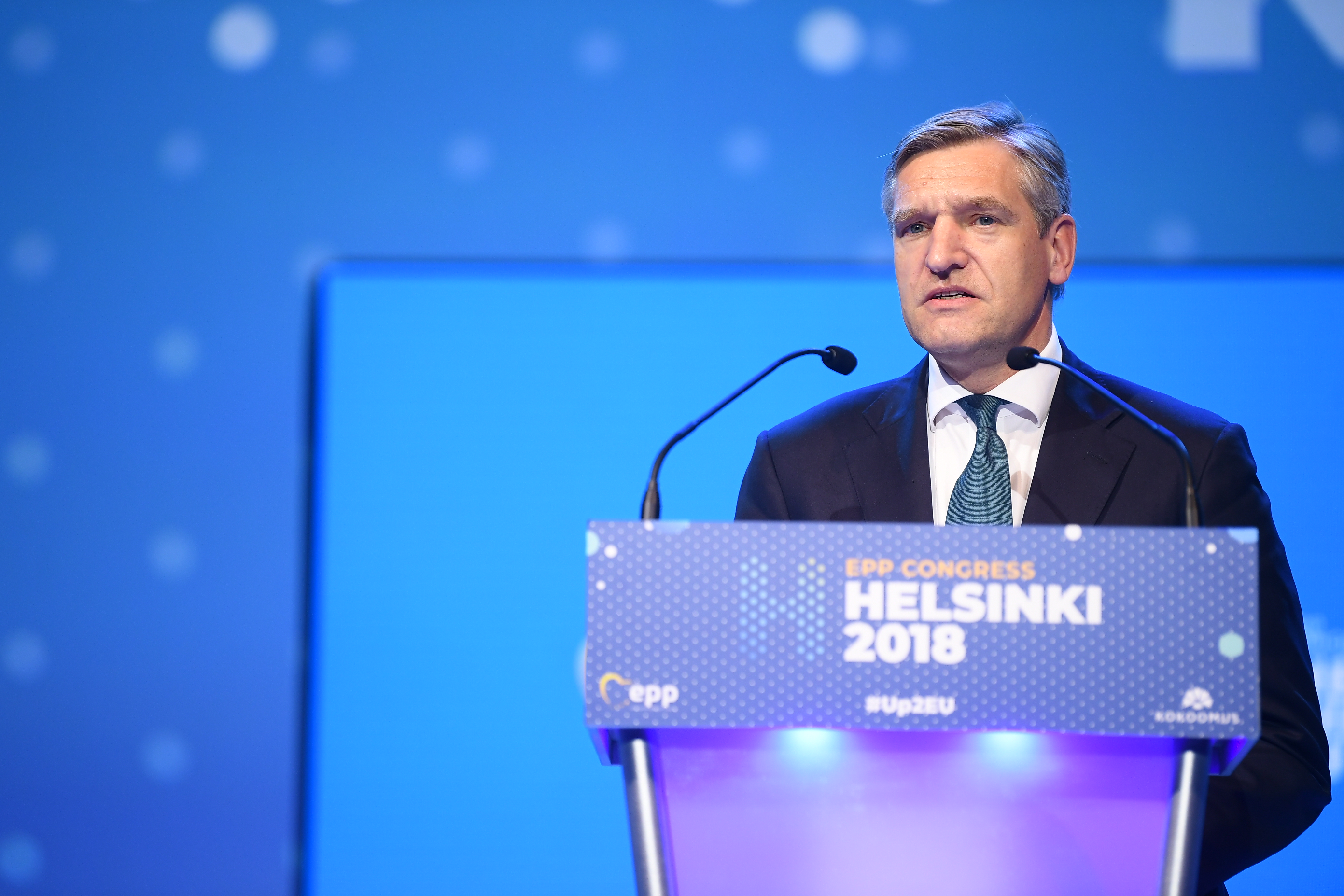
Sybrand van Haersma Buma auf einem Kongress der EVP in Helsinki (2018)

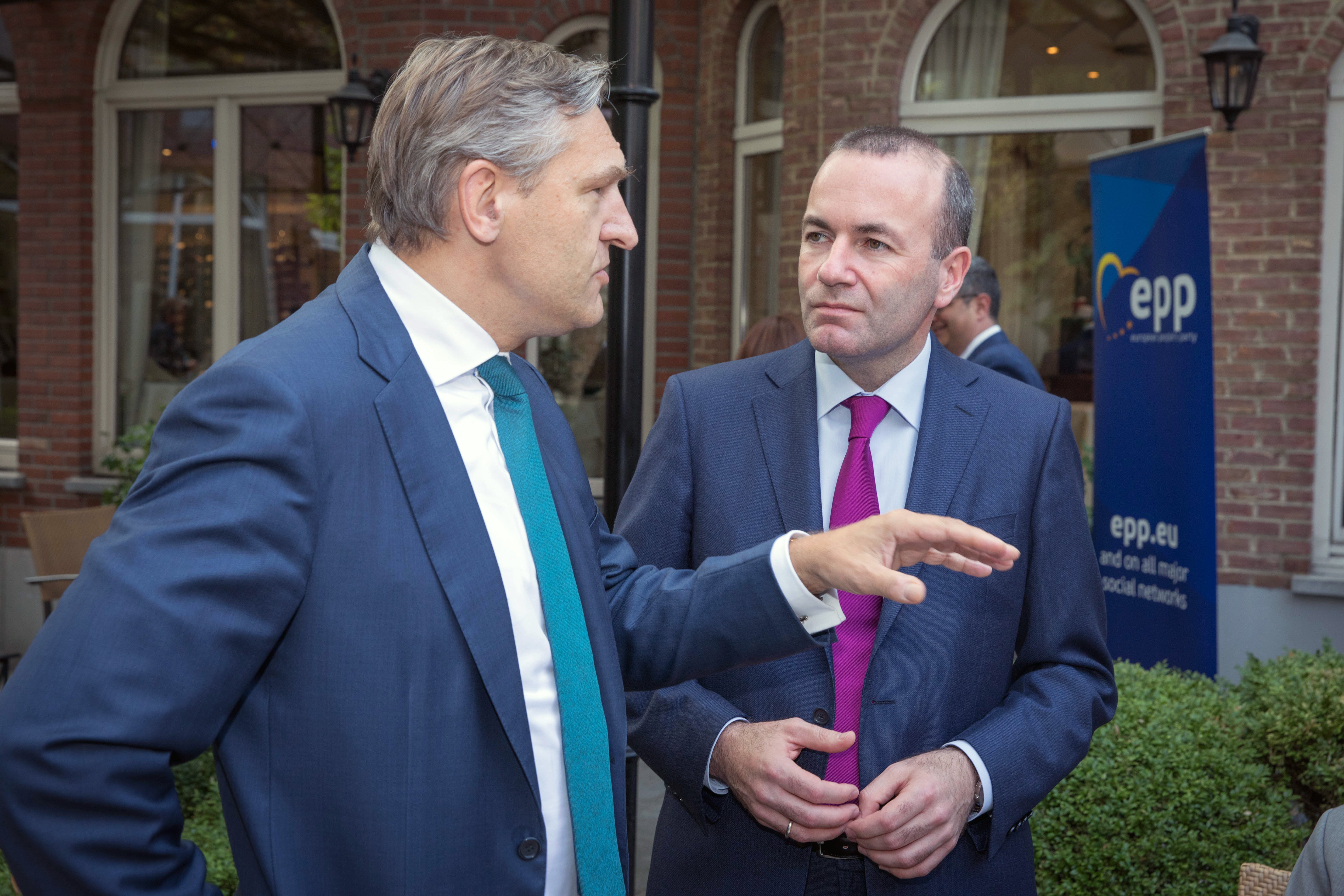
Mit CSU-Politiker Manfred Weber (2018)

Sybrand van Haersma Buma (* 30. Juli 1965 in Workum) ist ein niederländischer Politiker des Christen-Democratisch Appèl (CDA).

## Leben
Van Haersma Buma studierte Rechtswissenschaften an der Reichsuniversität Groningen und an der Universität Cambridge. Nach dem Ende seines Studiums arbeitete er als Jurist im Raad van State und im Innenministerium.
Am 2. Januar 2002 trat er in den Gemeinderat von Leidschendam-Voorburg ein. Diese Funktion bekleidete er bis zum 1. Juni selben Jahres, als er von der Kommunalpolitik in die Nationalpolitik wechselte. Vom 23. Mai 2002 bis zum 29. Mai 2019 war er Mitglied der Zweiten Kammer der Generalstaaten. Vom 12. Oktober 2010 bis zum 21. Mai 2019 war er auch Fraktionsvorsitzender und vom 30. Juni 2012 bis zum 21. Mai 2019 war er darüber hinaus Parteivorsitzender des Christen-Democratisch Appèl.
Im Mai 2019 wurde Van Haersma Buma durch den Gemeinderat von Leeuwarden als neuen Bürgermeister vorgeschlagen. Er übernahm das Amt von seinem Vorgänger, Ferd Crone (PvdA), und wurde während einer außerplanmäßigen Ratssitzung in der Grote Kerk zu Leeuwarden am 26. August selben Jahres in sein Amt eingesetzt.

## Privates
Van Haersma Buma wuchs in der friesischen Stadt Sneek auf und gehört zu einer angesehenen Familie aus Friesland. Sowohl sein Vater als sein Großvater waren Bürgermeister in dieser Provinz und einer seiner Vorfahren hatte bereits im Jahr 1813 das Amt des Bürgermeisters von Leeuwarden inne. Eine seiner Großmütter stammt aus einer jüdischen Familie aus Würzburg.
Er spricht mäßig friesisch, hat 1986 die Elfstedentocht gefahren und ist Mitglied der niederländisch-reformierten Kirche.
Sybrand Buma, der den ersten Teil seines Nachnamens oft weglässt, ist mit Marijke Geertsema, eine Rechtsberaterin, verheiratet. Zusammen haben sie einen Sohn und eine Tochter.